# Depositfiles
Depositfiles — файлообмінний сервіс з багатомовним інтерфейсом. Має граничний обсяг зберігається файлу в 10 гігабайти, час зберігання файлу, зареєстрованого користувача, з часу останнього вантаження — 90 днів. Сервіс фінансується шляхом продажу gold-акаунтів (англ. gold account) і коштом реклами.